# WTA Qatar Open
Qatar Ladies Open este un turneu profesionist de tenis feminin care se joacă în Doha, Qatar și a fost fondat în 2001. Se desfășoară în luna februarie pe terenuri deschise cu suprafață dură de la Complexul Internațional de Tenis și Squash Khalifa, care are în prezent o capacitate de 6.911 de locuri. Acesta a fost inițial mult mai mic, dar a fost refăcut în 2008.

## Istoric
Primul turneu a avut loc în 2001 sub numele Qatar Total FinaElf Open, cu un premiu în valoare de 170.000 dolari, ca turneu de Nivelul III. În 2004, turneul a primit categoria Tier II datorită creșterii premiilor în bani la 585.000 USD, iar în 2007 la 600.000 USD. Pentru sezonul 2008, care a fost ultimul sezon în care s-a desfășurat, turneul a devenit de nivel I pentru premiu în valoare de 2.500.000 USD.
Evenimentul a luat apoi o pauză de doi ani, revenind în 2011 ca un eveniment Premier cu premii în bani de 721.000 de dolari și 32 de concurente la simplu (16 perechi la dublu). Turneul a primit statutul de Premier 5 în perioada 2012–2014, dar în sezonul WTA 2015 turneul a revenit la un eveniment Premier. Apoi a revenit la un turneu Premier 5 în 2016, când Dubai Tennis Championships a fost retrogradat la Premier. Acum, cele două turnee alternează între WTA 1000 și WTA 500 în fiecare an.
Iga Świątek a câștigat cel mai mare număr de titluri la simplu, și anume 3 titluri consecutive.

## Rezultate

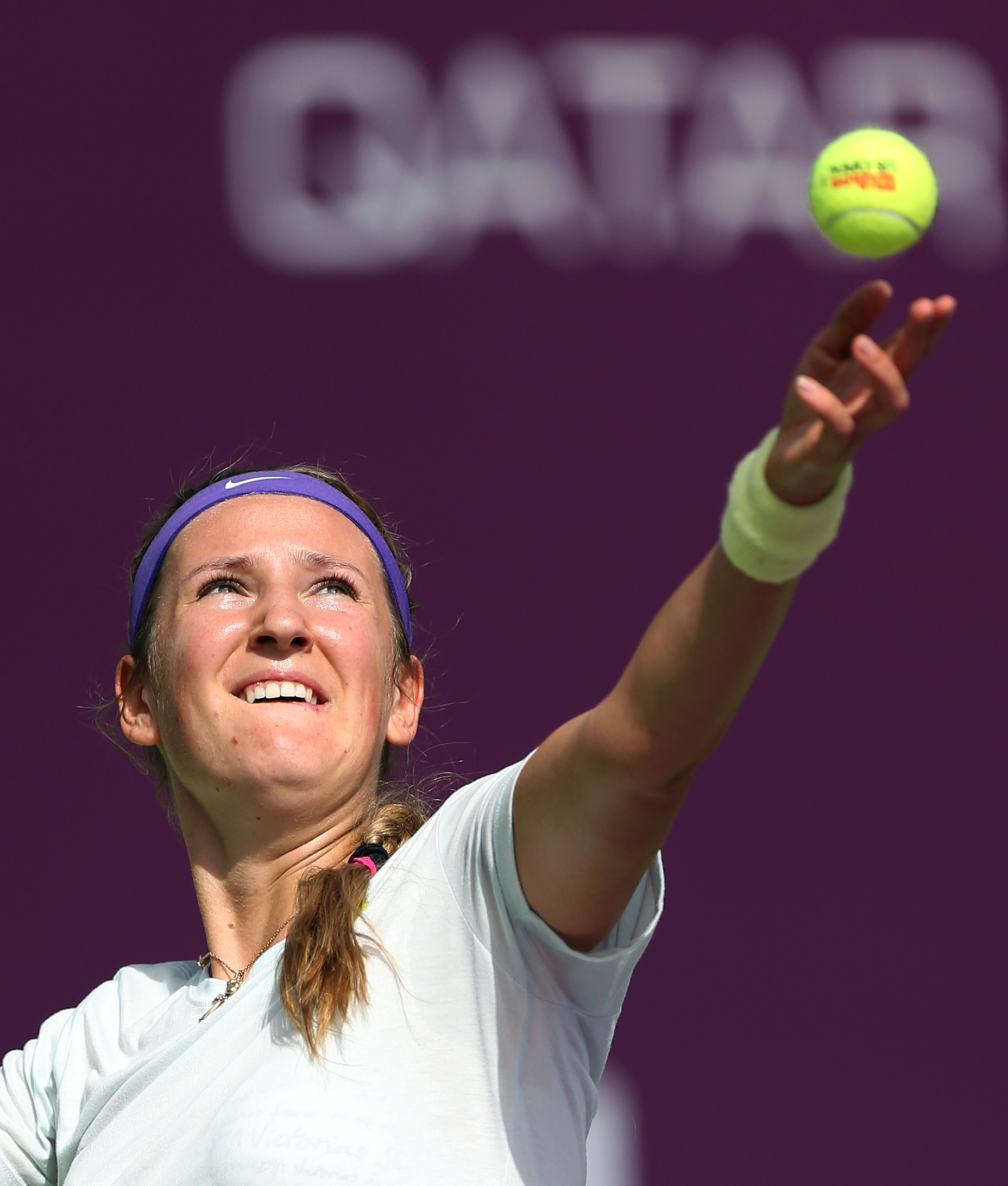
Victoria Azarenka servind la Qatar Ladies Open 2012

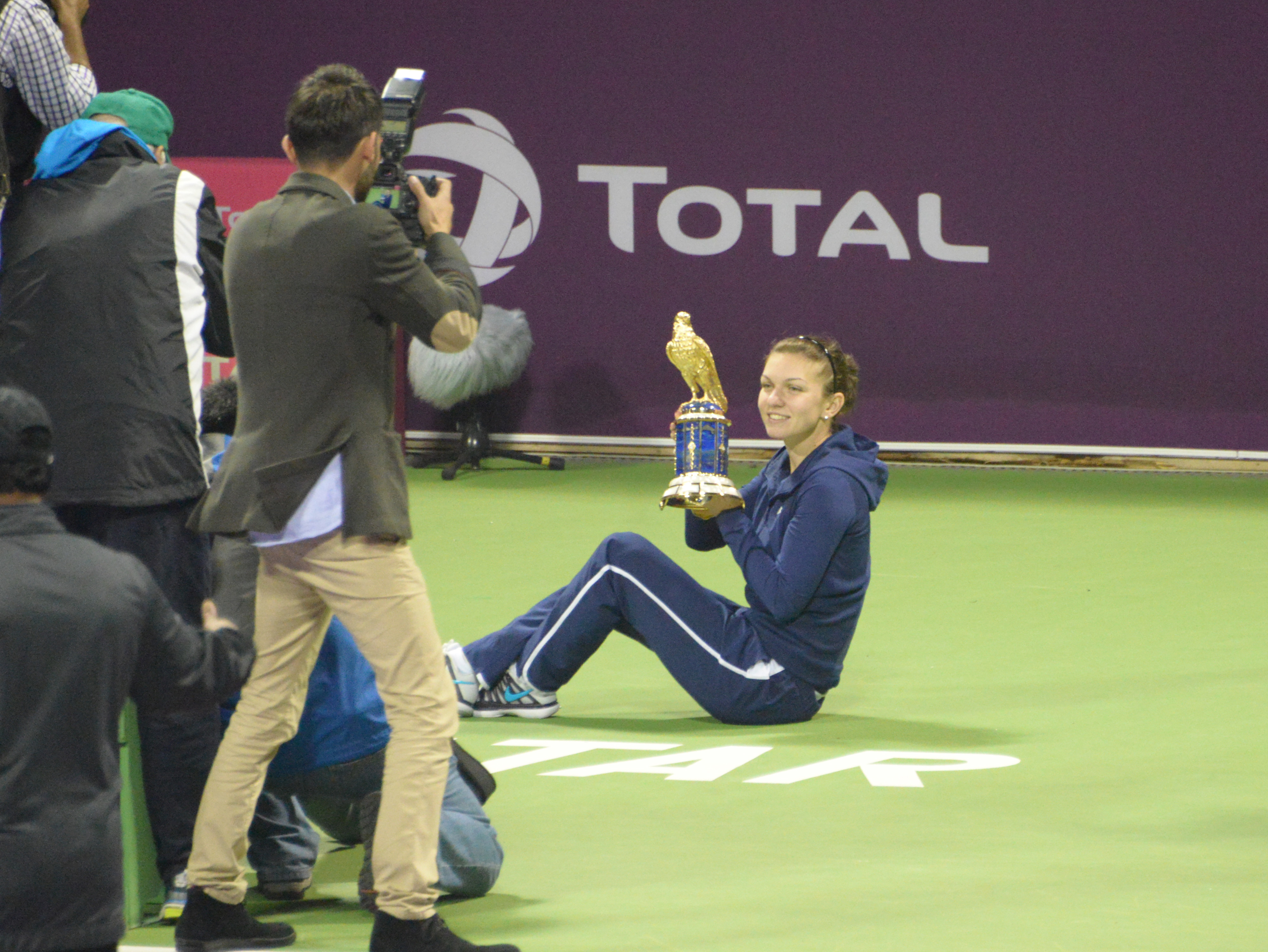
Simona Halep când a câștigat primul trofeu Premier 5 la Complexul Internațional Khalifa în 2014.

### Simplu
| An                      | Campioană             | Finalistă           | Scor               |
| ----------------------- | --------------------- | ------------------- | ------------------ |
| ↓ Tier III tournament ↓ |                       |                     |                    |
| 2001                    | Martina Hingis        | Sandrine Testud     | 6–3, 6–2           |
| 2002                    | Monica Seles          | Tamarine Tanasugarn | 7–6(8–6), 6–3      |
| 2003                    | Anastasia Myskina     | Elena Likhovtseva   | 6–3, 6–1           |
| ↓ Tier II tournament ↓  |                       |                     |                    |
| 2004                    | Anastasia Myskina (2) | Svetlana Kuznetsova | 4–6, 6–4, 6–4      |
| 2005                    | Maria Sharapova       | Alicia Molik        | 4–6, 6–1, 6–4      |
| 2006                    | Nadia Petrova         | Amélie Mauresmo     | 6–3, 7–5           |
| 2007                    | Justine Henin         | Svetlana Kuznetsova | 6–4, 6–2           |
| ↓ Tier I tournament ↓   |                       |                     |                    |
| 2008                    | Maria Șarapova (2)    | Vera Zvonareva      | 6–1, 2–6, 6–0      |
| 2009-2010               | Nu s-a ținut          | Nu s-a ținut        | Nu s-a ținut       |
| ↓ WTA 500 ↓             |                       |                     |                    |
| 2011                    | Vera Zvonareva        | Caroline Wozniacki  | 6–4, 6–4           |
| ↓ WTA 1000 ↓            |                       |                     |                    |
| 2012                    | Victoria Azarenka     | Samantha Stosur     | 6–1, 6–2           |
| 2013                    | Victoria Azarenka (2) | Serena Williams     | 7–6(8–6), 2–6, 6–3 |
| 2014                    | Simona Halep          | Angelique Kerber    | 6–2, 6–3           |
| ↓ WTA 500 ↓             |                       |                     |                    |
| 2015                    | Lucie Šafářová        | Victoria Azarenka   | 6–4, 6–3           |
| ↓ WTA 1000 ↓            |                       |                     |                    |
| 2016                    | Carla Suárez Navarro  | Jeļena Ostapenko    | 1–6, 6–4, 6–4      |
| ↓ WTA 500 ↓             |                       |                     |                    |
| 2017                    | Karolína Plíšková     | Caroline Wozniacki  | 6–3, 6–4           |
| ↓ WTA 1000 ↓            |                       |                     |                    |
| 2018                    | Petra Kvitová         | Garbiñe Muguruza    | 3–6, 6–3, 6–4      |
| ↓ WTA 500 ↓             |                       |                     |                    |
| 2019                    | Elise Mertens         | Simona Halep        | 3–6, 6–4, 6–3      |
| ↓ WTA 1000 ↓            |                       |                     |                    |
| 2020                    | Arina Sabalenka       | Petra Kvitová       | 6–3, 6–3           |
| ↓ WTA 500 ↓             |                       |                     |                    |
| 2021                    | Petra Kvitová (2)     | Garbiñe Muguruza    | 6–2, 6–1           |
| ↓ WTA 1000 ↓            |                       |                     |                    |
| 2022                    | Iga Świątek           | Anett Kontaveit     | 6–2, 6–0           |
| ↓ WTA 500 ↓             |                       |                     |                    |
| 2023                    | Iga Świątek (2)       | Jessica Pegula      | 6–3, 6–0           |
| ↓ WTA 1000 ↓            |                       |                     |                    |
| 2024                    | Iga Świątek (3)       | Elena Rîbakina      | 7–6(10–8), 6–2     |
| 2025                    | Amanda Anisimova      | Jeļena Ostapenko    | 6–4, 6–3           |

### Dublu
| ↓ Tier III tournament ↓ |                                           |                                            |                        |
| 2001                    | Sandrine Testud Roberta Vinci             | Kristie Boogert Miriam Oremans             | 7–5, 7–6               |
| 2002                    | Janette Husárová Arantxa Sánchez Vicario  | Alexandra Fusai Caroline Vis               | 6–3, 6–3               |
| 2003                    | Janet Lee Wynne Prakusya                  | María Vento-Kabchi Angelique Widjaja       | 6–1, 6–3               |
| ↓ Tier II tournament ↓  |                                           |                                            |                        |
| 2004                    | Svetlana Kuznetsova Elena Likhovtseva     | Janette Husárová Conchita Martínez         | 7–6, 6–2               |
| 2005                    | Francesca Schiavone Alicia Molik          | Cara Black Liezel Huber                    | 6–3, 6–4               |
| 2006                    | Daniela Hantuchová Ai Sugiyama            | Li Ting Sun Tiantian                       | 6–4, 6–4               |
| 2007                    | Martina Hingis Maria Kirilenko            | Ágnes Szávay Vladimíra Uhlířová            | 6–1, 6–1               |
| ↓ Tier I tournament ↓   |                                           |                                            |                        |
| 2008                    | Květa Peschke Rennae Stubbs               | Cara Black Liezel Huber                    | 6–1, 5–7, [10–7]       |
| 2009–2010               | Nu s-a ținut                              | Nu s-a ținut                               | Nu s-a ținut           |
| ↓ WTA 500 ↓             |                                           |                                            |                        |
| 2011                    | Květa Peschke (2) Katarina Srebotnik      | Liezel Huber Nadia Petrova                 | 7–5, 6–7(2–7) , [10–8] |
| ↓ WTA 1000 ↓            |                                           |                                            |                        |
| 2012                    | Liezel Huber Lisa Raymond                 | Raquel Kops-Jones Abigail Spears           | 6–3, 6–1               |
| 2013                    | Sara Errani Roberta Vinci (2)             | Nadia Petrova Katarina Srebotnik           | 2–6, 6–3, [10–6]       |
| 2014                    | Hsieh Su-wei Peng Shuai                   | Květa Peschke Katarina Srebotnik           | 6–4, 6–0               |
| ↓ WTA 500 ↓             |                                           |                                            |                        |
| 2015                    | Raquel Kops-Jones Abigail Spears          | Hsieh Su-wei Sania Mirza                   | 6–4, 6–4               |
| ↓ WTA 1000 ↓            |                                           |                                            |                        |
| 2016                    | Chan Hao-ching Chan Yung-jan              | Sara Errani Carla Suárez Navarro           | 6–3, 6–3               |
| ↓ WTA 500 ↓             |                                           |                                            |                        |
| 2017                    | Abigail Spears (2) Katarina Srebotnik (2) | Olga Savchuk Yaroslava Shvedova            | 6–3, 7–6(9–7)          |
| ↓ WTA 1000 ↓            |                                           |                                            |                        |
| 2018                    | Gabriela Dabrowski Jeļena Ostapenko       | Andreja Klepač María José Martínez Sánchez | 6–3, 6–3               |
| ↓ WTA 500 ↓             |                                           |                                            |                        |
| 2019                    | Chan Hao-ching (2) Latisha Chan (2)       | Anna-Lena Grönefeld Demi Schuurs           | 6–1, 3–6, [10–6]       |
| ↓ WTA 1000 ↓            |                                           |                                            |                        |
| 2020                    | Hsieh Su-wei (2) Barbora Strýcová         | Gabriela Dabrowski Jeļena Ostapenko        | 6–2, 5–7, [10–2]       |
| ↓ WTA 500 ↓             |                                           |                                            |                        |
| 2021                    | Nicole Melichar Demi Schuurs              | Monica Niculescu Jeļena Ostapenko          | 6–2, 2–6, [10–8]       |
| ↓ WTA 1000 ↓            |                                           |                                            |                        |
| 2022                    | Coco Gauff Jessica Pegula                 | Veronika Kudermetova Elise Mertens         | 3–6, 7–5, [10–5]       |
| ↓ WTA 500 ↓             |                                           |                                            |                        |
| 2023                    | Coco Gauff (2) Jessica Pegula (2)         | Liudmila Kicenok Jeļena Ostapenko          | 6–4, 2–6, [10–7]       |
| ↓ WTA 1000 ↓            |                                           |                                            |                        |
| 2024                    | Demi Schuurs (2) Luisa Stefani            | Caroline Dolehide Desirae Krawczyk         | 6–4, 6–2               |
| 2025                    | Sara Errani (2) Jasmine Paolini           | Jiang Xinyu Wu Fang-hsien                  | 7–5, 7–6(12–10)        |

## Recorduri
| Simplu feminin                                | Simplu feminin           | Simplu feminin                              |
| Record                                        | Record                   | Jucătoare                                   |
| --------------------------------------------- | ------------------------ | ------------------------------------------- |
| Cele mai multe titluri                        | 3                        | Iga Świątek                                 |
| Cele mai multe finale                         | 3                        | Victoria Azarenka Petra Kvitová Iga Świątek |
| Cele mai multe meciuri câștigate              | 22                       | Victoria Azarenka Petra Kvitová             |
| Cea mai în vârstă campioană                   | 30 de ani și 363 de zile | Petra Kvitová (2021)                        |
| Cea mai în vârstă finalistă                   | 31 de ani și 144 de zile | Serena Williams (2013)                      |
| Cea mai tânără campioană                      | 17 ani și 313 zile       | Maria Șarapova (2005)                       |
| Cea mai tânără finalistă                      | 17 ani și 313 zile       | Maria Șarapova (2005)                       |
| Progres maxim pentru jucătoare din calificări | semifinale               | Jessica Pegula (2021)                       |

## Galerie

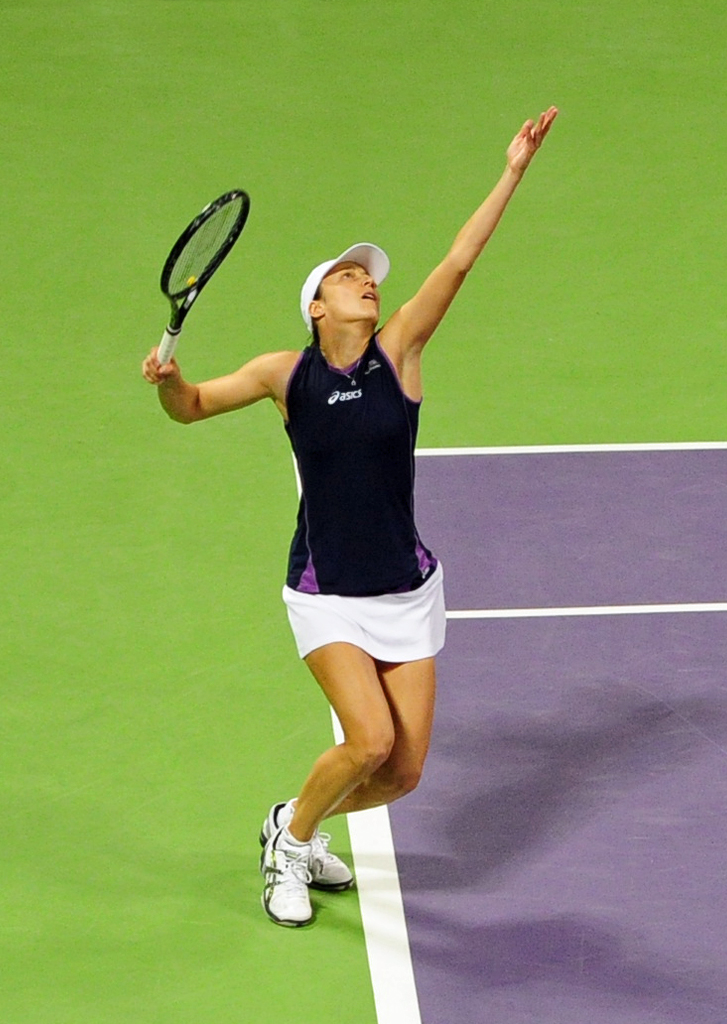
Katarina Srebotnik, 2011
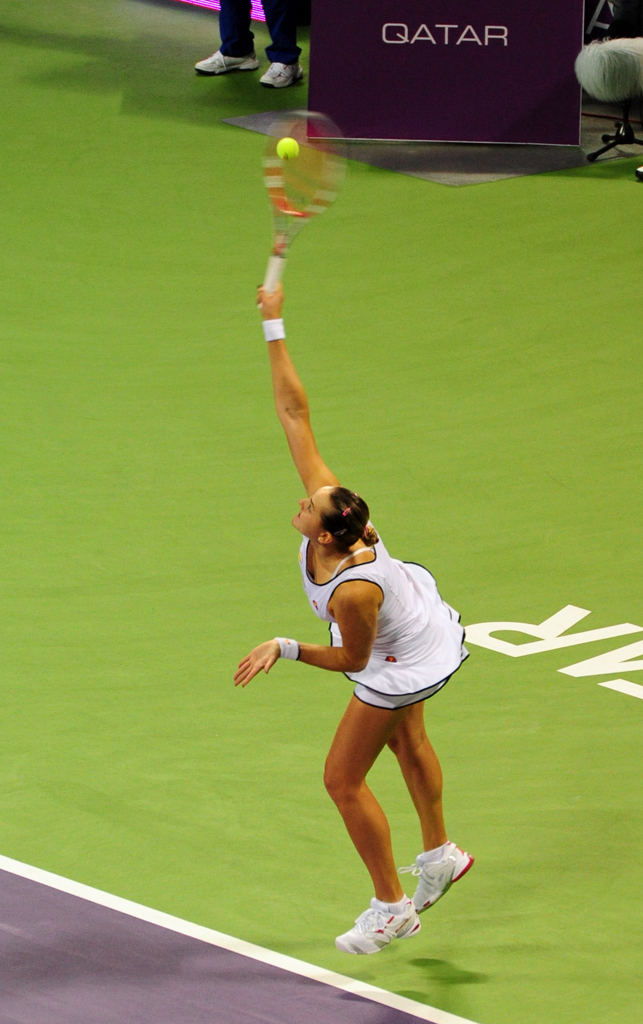
Nadia Petrova, 2011
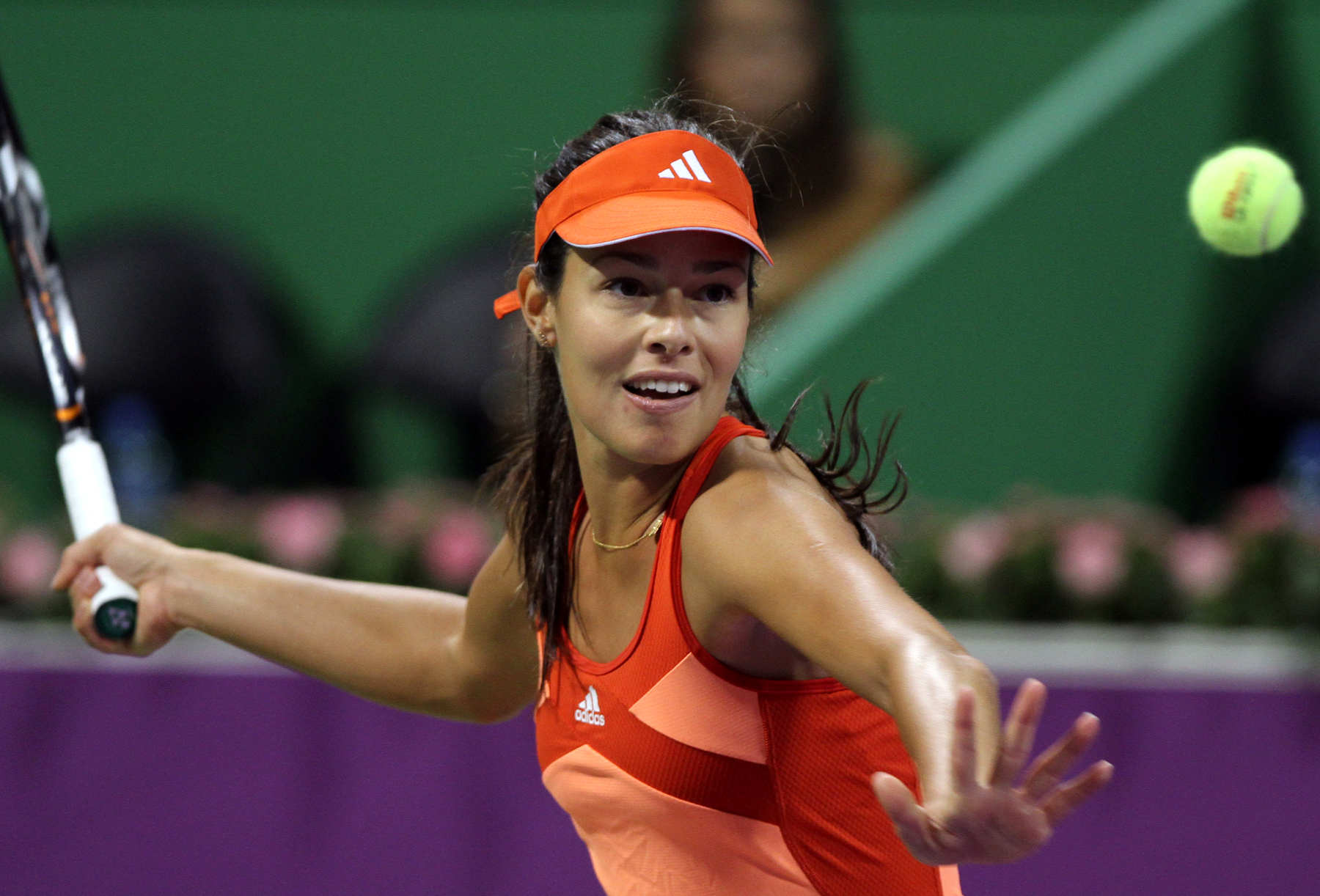
Ana Ivanovic, 2013
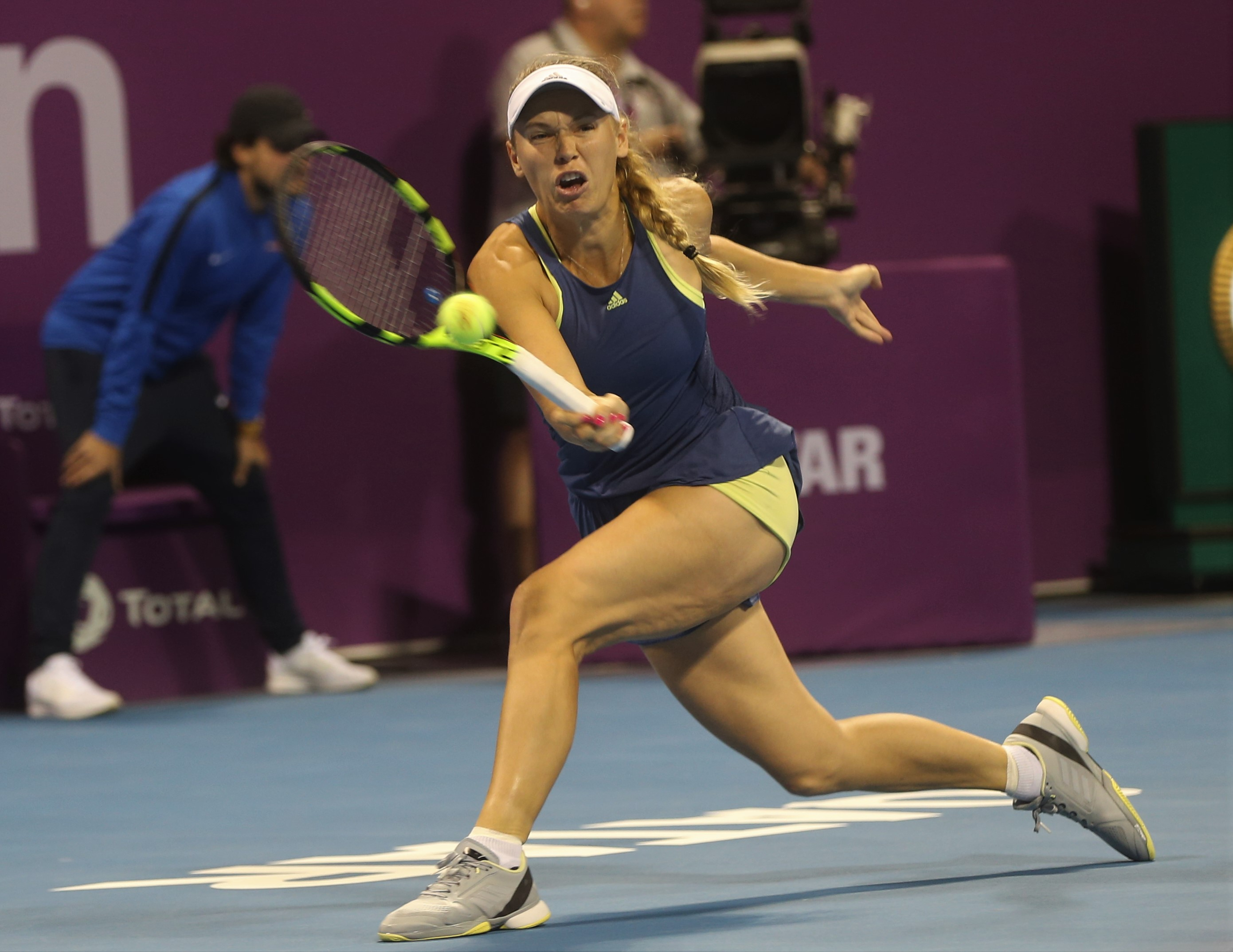
Caroline Wozniacki, 2018